# Athripsodes lundanus
Athripsodes lundanus là một loài Trichoptera trong họ Leptoceridae. Chúng phân bố ở vùng nhiệt đới châu Phi.